# Xúp rùa

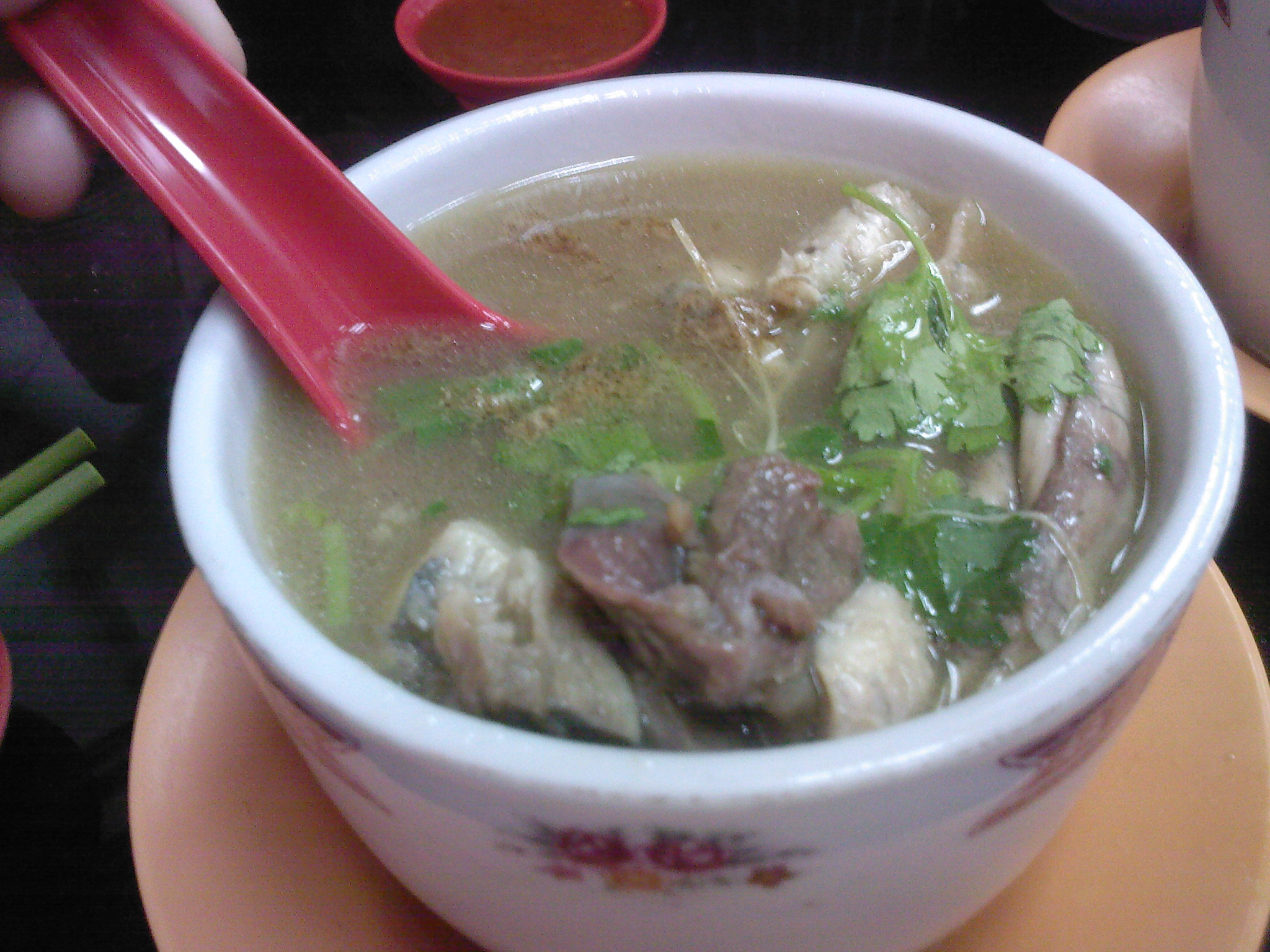
Món súp rùa ở Trung Quốc

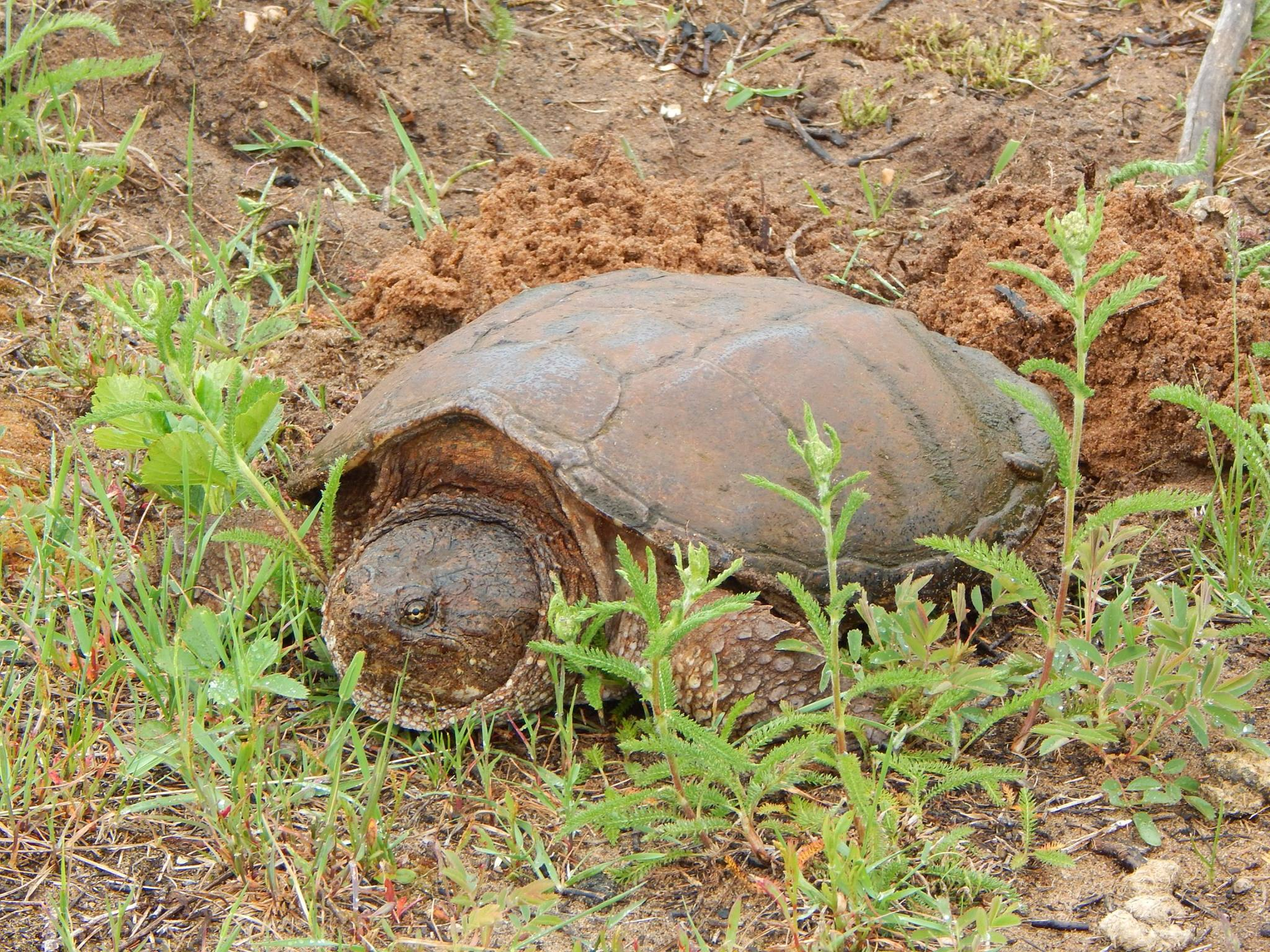
Loài rùa ngoạm là một nguyên liệu cho món súp rùa ở Mỹ

Súp rùa (tiếng Anh: turtle soup) là các món xúp hoặc món hầm với nguyên liệu chính là thịt rùa. Các món súp rùa đa dạng trong các nền ẩm thực khác nhau nhưng đều xem nó như một món mỹ vị. Súp rùa là một món ăn truyền thống trong truyền thống ẩm thực của nhiều người Viễn Đông, nó không chỉ phổ biến ở phương Đông mà còn được coi là món ăn rất hữu ích và là món ăn ngon cao cấp. Trong bài "Turtle Soup: From Class to Mass to Aghast" (tạm dịch Súp rùa: Từ đẳng cấp đến đại chúng đến kinh hãi), tác giả Matthew Wills viết rằng các dân tộc bản địa ở quần đảo Tây Ấn (vùng Caribê và bắc Đại Tây Dương) là những người đầu tiên ăn thịt rùa, giới chiếm hữu nô lệ ở Tây Ấn sáng tạo nên món súp rùa như một biểu trưng cho đặc quyền của họ sau đó, nền ẩm thực thượng lưu ở Anh-Mỹ góp phần đẩy cả hai loài rùa chuyên làm súp vào danh sách động vật có nguy cơ tuyệt chủng.

## Trên thế giới

### Trung Quốc

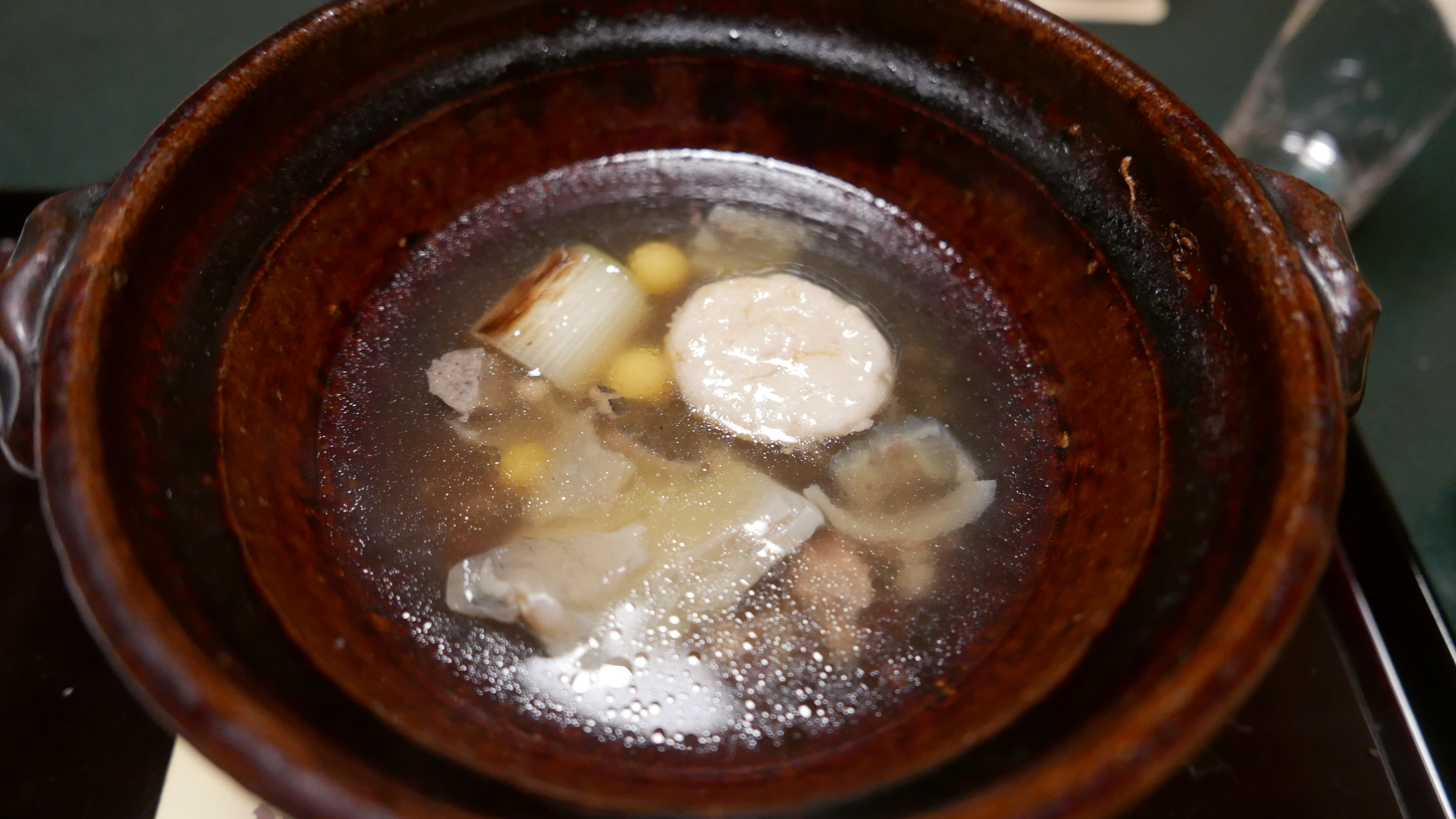
Súp rùa

Ở Trung Quốc và một số quốc gia ở Đông Nam Á như Singapore, súp rùa là một món ăn ngon. Thịt, da và nội tạng của con rùa đều được sử dụng trong món súp. Các loài Rùa mai mềm chẳng hạn như Pelodiscus sinensis và ba ba thường được săn lùng làm nguyên liệu cho món rùa hầm trong ẩm thực Trung Quốc nhưng các loài rùa có cái mai rùa cứng của một số loài rùa khác thường được sử dụng để chế biến một món ăn gọi là cao rùa (cao linh quy) Ở Trung Quốc có món súp rùa sống đã xuất hiện từ cách đây khá lâu, công thức của nó hiện vẫn còn tồn tại trong những cuốn sách dạy nấu ăn từ năm 1917.
Món này về cơ bản là không cần chế biến, nguyên liệu khá đơn giản, chỉ bao gồm một nồi nước, hương liệu và gia vị theo mùa kèm theo một con ba ba (nguyên liệu chính là một con ba ba). Cách thưởng thức món ăn này đơn giản chỉ là thả con ba ba vào nồi nước dùng rồi đun lửa, món ăn này được xem là tàn nhẫn khi con ba ba khi bị thả vào nồi nước vẫn còn sống và bơi lội bình thường. Trong quá trình đun, nước sẽ nóng dần lên, con ba ba theo bản năng sẽ nuốt nước vào bụng, phần nước dùng này sẽ từ từ đun nóng con ba ba từ bên trong, đồng thời nước dùng đang nóng dần lên cũng luộc sống nó từ bên ngoài. Khi súp nóng dần lên, cơ thể con ba ba tiết ra nhiều chất giúp nó sinh tồn, chất này được cho là khiến súp có vị ngon ngọt đậm đà. Sau đó, khi nước sôi, con ba ba sẽ bị luộc chết và ăn kèm luôn cùng món súp.

### Phương Tây
Món súp rùa trở nên phổ biến ở Anh vào những năm 1750 nhưng giảm bớt một cách nhanh chóng khoảng 150 năm sau đó do đánh bắt quá mức Ở Hoa Kỳ, loài rùa đớp hay rùa ngoạm (Chelydra serpentina) từ lâu đã là loài chính được sử dụng để nấu súp rùa và món súp còn được gọi là súp rùa cá hồng. đây là một món ăn mang hương vị độc đáo, được tán dương ở Anh và Mỹ, được các nhà lãnh đạo thế giới yêu thích và từ một món dành riêng cho các yếu nhân thì súp rùa đã rất phổ biến thành các món như xúp rùa đóng lon. Tầng lớp quý tộc Anh bắt đầu thưởng thức súp rùa ngay từ những năm 1720, loại rùa được dùng phổ biến nhất cho món này là con vích (Chelonia mydas) từ Tây Ấn, phần lớn công thức nấu súp rùa đều bắt đầu bằng hướng dẫn giết mổ rùa, trong đó công thức nấu xúp rùa công phu nhất sử dụng thành phần chính là phần thịt xanh ở màng lót mai rùa và phần thịt vàng ở màng lót yếm của con rùa.
Đến giữa thế kỷ 18, món xúp này được xếp vào loại ẩm thực thượng hạng (haute cuisine) ở Anh sau đó, món ăn vốn dành chỉ cho giới quý tộc và quan quyền thuộc địa này tiếp cận tầng lớp trung lưu. Đồng thời, người Anh đã mang xúp rùa đến các thuộc địa của họ trên khắp thế giới. Từ Anh, "cơn sốt xúp rùa" lan ra khắp châu Âu và trở ngược sang Bắc Mỹ và những tên tuổi như tổng thống Abraham Lincoln, thành viên của nhóm khai quốc John Adams, George Washington, Alexander Hamilton và phó tổng thống thứ Aaron Burr là những người hâm mộ món súp rùa, thực khách nhiều tiền sẽ dùng súp rùa tại các bữa tiệc lớn nổi tiếng, các nhà hàng đắt tiền và câu lạc bộ tư nhân ở New York, Washington, Philadelphia và Baltimore. Vì sự nổi tiếng của món súp rùa, quần thể rùa giảm mạnh và giá của nó cũng tăng tương ứng, ở cả Anh lẫn Mỹ. 

## Trong Đông y

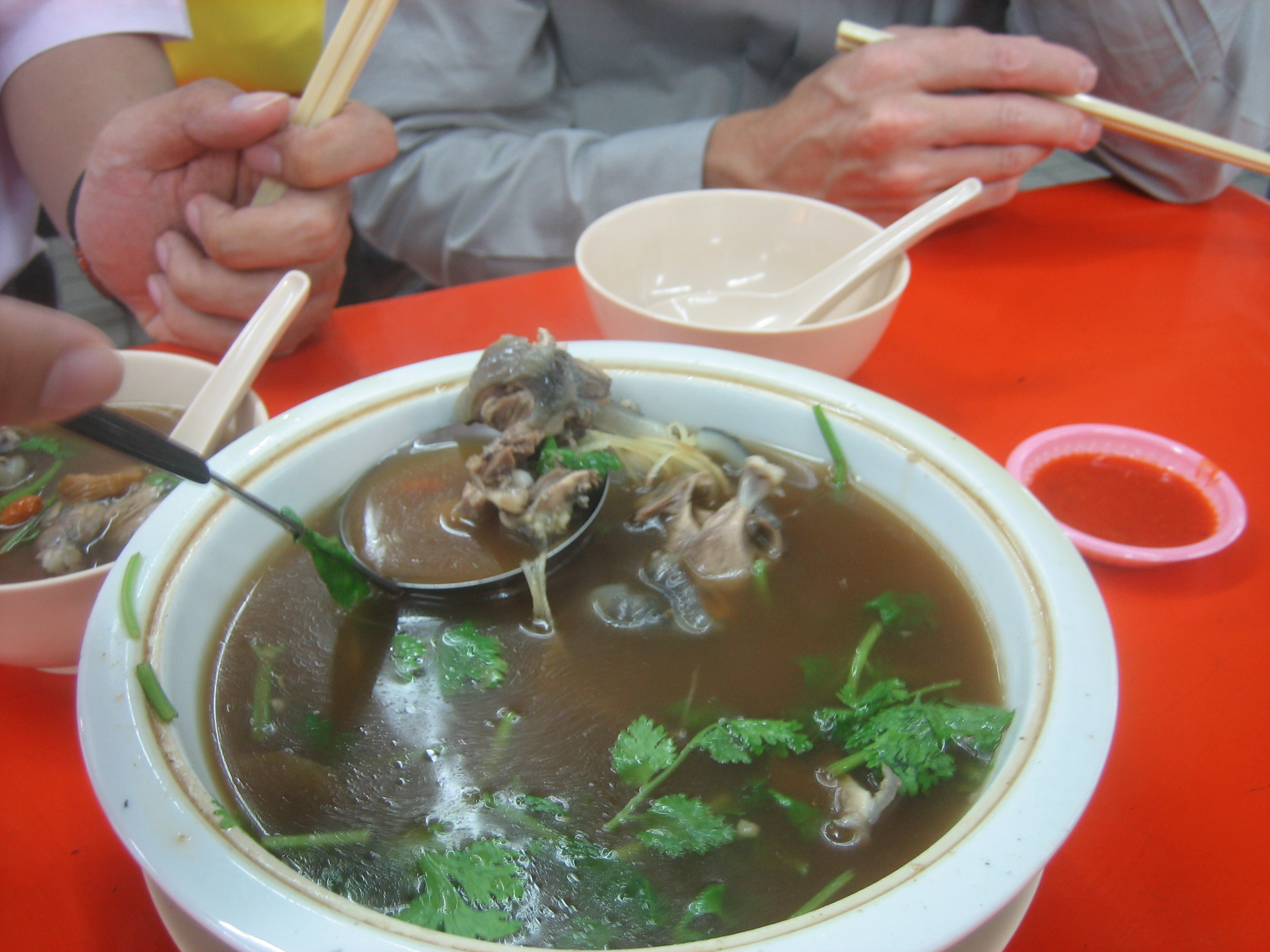
Món súp rùa tại Singapore

Món rùa hầm trong Đông y còn dùng làm thức ăn bổ dưỡng cho người cao tuổi, phụ nữ trước, sau sinh con, lao phổi khái huyết, viêm khí phế quản mạn tái phát, sốt nóng sốt rét, còn Rùa hầm sa sâm trùng thảo dùng cho các bệnh nhân thiếu máu, suy tủy, bệnh nhân sau khi bị sốt nhiễm khuẩn dài ngày suy nhược thiếu máu, hen phế quản mạn, lao phổi khái huyết, món Gà trống hầm thịt rùa dành cho người cao tuổi suy thận tiểu nhiều, món Súp rùa bách hợp đại táo dành cho các trường hợp âm hư, huyết hư, hồi hộp đánh trống ngực, mất ngủ, Rùa hầm bắp nếp thì cho các trường hợp tiểu đường, tăng huyết áp.
Súp rùa cơ bản là sử dụng nước luộc gà nấu với thịt, mai và nội tạng rùa cùng một số loại thảo dược trong vài giờ. Về mặt dinh dưỡng, món ăn đặc trưng Trung Quốc này được coi là thứ cao lương mỹ vị vì nó ít calo nhiều hơn các món khác như súp thịt cừu, thậm chí canh tom yum của Thái. Một bát súp rùa cung cấp khoảng 150kcal, 25g protein, 2g chất béo, 1.000 mg natri và 5g sắt. Giới đàn ông Trung Quốc, Singapore còn coi súp rùa không chỉ là món ăn đại bổ mà còn giúp họ cải thiện chất lượng đời sống tình dục nhờ lượng dinh dưỡng dồi dào, có tác dụng bổ thận, tráng dương, tăng cường sinh lực.